# Патрикий Аристовский
Патрикий Аристовский — архимандрит Русской православной церкви, духовный писатель

, педагог и проповедник XVIII века. 

## Биография
Биографические данные о Патрикии Аристовском крайне скудны; известно только, что до 1754 года он был игуменом Седмиезерной Воскресенской пустыни (в нескольких километрах к северу от города Казани), с 1755 по 1757 год — архимандритом Казанского Иоанно-Предтеченского монастыря, и с 1757 по 1763 год архимандритом Казанского Зилантово-Успенского монастыря. Есть предположение, что воспитание он получил в Московской или Киевской духовной академии и был вызван в Казань епископом Лукой на место учителя Казанской духовной семинарии.

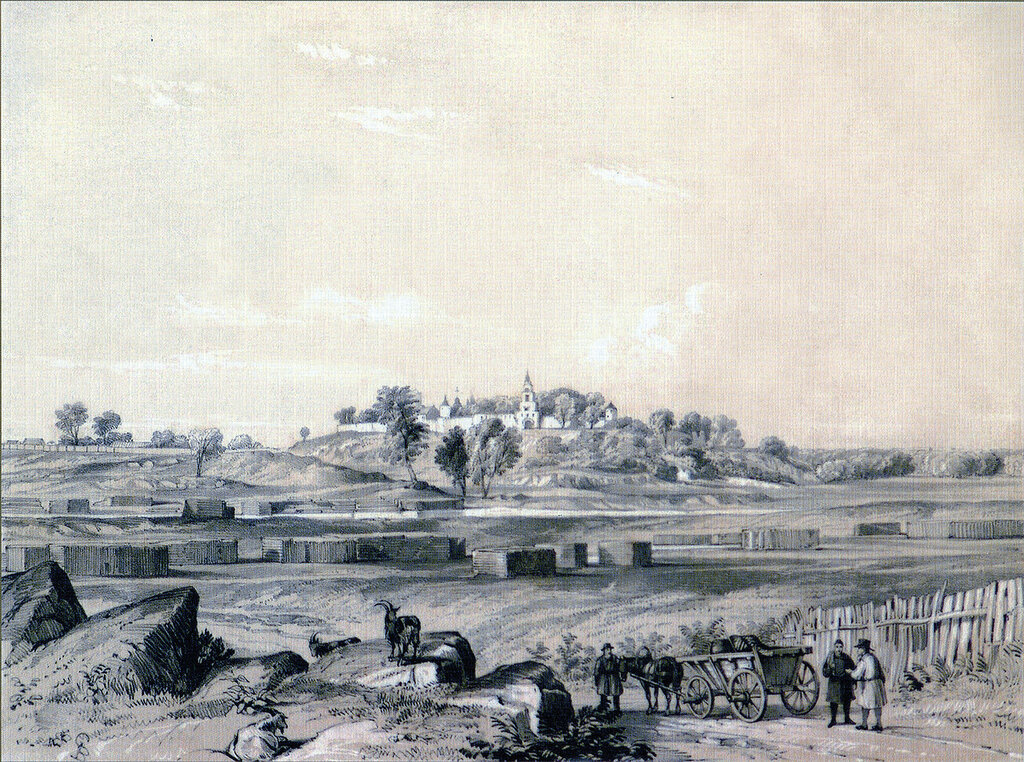
Зилантов Успенский монастырь
(рис. Эдуарда Турнерелли)

Как проповедник, Патрикий получил известность, главным образом, благодаря слову, сказанному им в Казанском Благовещенском соборе 29 июня 1750 года; проповедь эта, безукоризненная по конструкции, чрезвычайно жизненная вследствие своего публицистического характера, представляет большой интерес, как одна из попыток перенести борьбу светской и духовной власти на церковную кафедру. Главной задачей её было порицание действий казанской гражданской администрации в отношении корыстной поддержки магометанства; решительная речь проповедника возмутила его врагов и дала им повод донести на него в Санкт-Петербург; упреки его были истолкованы, как противодействие указам Правительствующего сената и как порицание правил духовного регламента; представленная в сенат жалоба, впрочем, не имела успеха, так как разъяснения епископа Луки перед синодом доказали правоту Патрикия. 
Ему же принадлежат и проповеди, которые вошли в писанный большей частью его рукой сборник, хранящийся в библиотеке Зилантова монастыря. Из других трудов Патрикия с именем его сохранился перевод с греческого трех канонов, сложенных Матфеем Кипрским, исполненный им в 1746 году. Наконец, его же следует считать составителем книги, к которой приписаны эти каноны, носящей название: «Синтагматион, в нем-то содержатся каноны же и молитвы молебные ко Господу нашему Иисусу Христу и ко Пресвятой Богородице, собранные убо из различных книжиц, более же от святого Ефрема, читаемые на всякий вечер седмицы от хотящих победити свое произволение ко страстем и сластем прилежащее, начинающиеся от субботы вечера и кончащиеся в пяток вечера».